# Musée de la fonderie
Le musée de la fonderie (en hongrois : Öntödei Múzeum) est un musée situé dans le 2e arrondissement de Budapest. Il est un musée annexe du musée hongrois de la technologie et des transports.

## Historique
La fonderie de fer est établie par Ábrahám Ganz en 1845. Le terrain avait été acquis dans le quartier Víziváros par Ganz. Ses innovations dans le secteur des aciers pour le transport (Compagnies Ganz) mène la fonderie à croître et se diversifier. Le complexe industriel fut complètement nationalisé en 1946 et la fonderie déshabilitée en 1964,.
En 1969, l'usine est réhabilitée en musée et devient le premier musée dédié à la fonderie en Europe centrale.
Les visites sont suspendues en 2019 car les poutres en bois soutenant l'édifice vieillisent. En 2020, le toit est temporairement stabilisé. En 2021, les budgets sont débloqués pour entreprendre la rénovation complète du bâtiment et de ses jardins.